# Mimosa purpusii
Mimosa purpusii är en ärtväxtart som beskrevs av Townshend Stith Brandegee. Mimosa purpusii ingår i släktet mimosor, och familjen ärtväxter.

## Underarter
Arten delas in i följande underarter:
- M. p. calliandroides
- M. p. purpusii